# Arthur Holmes
Arthur Holmes (Gateshead, Inglaterra, 14 de janeiro de 1890 na ciência — Londres, 20 de setembro de 1965) foi um geólogo britânico.
Realizou a primeira datação radioativa utilizando o urânio-chumbo para determinar a idade das rochas.
Foi professor de geologia na Universidade de Durham e ensinou de 1943 a 1956 na Universidade de Edimburgo.
Foi laureado com a Medalha Murchison de 1940 e com a Medalha Wollaston de 1956, ambas pela Sociedade Geológica de Londres, com a Medalha Penrose de 1956 pela Sociedade Geológica da América e com o Prémio Vetlesen de 1964 pela Vetlesen Foundation.
Em sua homenagem foi criada a Medalha Arthur Holmes pela European Geosciences Union. Uma cratera de impacto em Marte e um laboratório de geologia no departamento de Ciências da Terra da Universidade de Durham receberam também o seu nome.

## Obras
- "The Age of the Earth", 1913
- "Principles of Physical Geology", 1944